# Anhaltinischer Saalstein

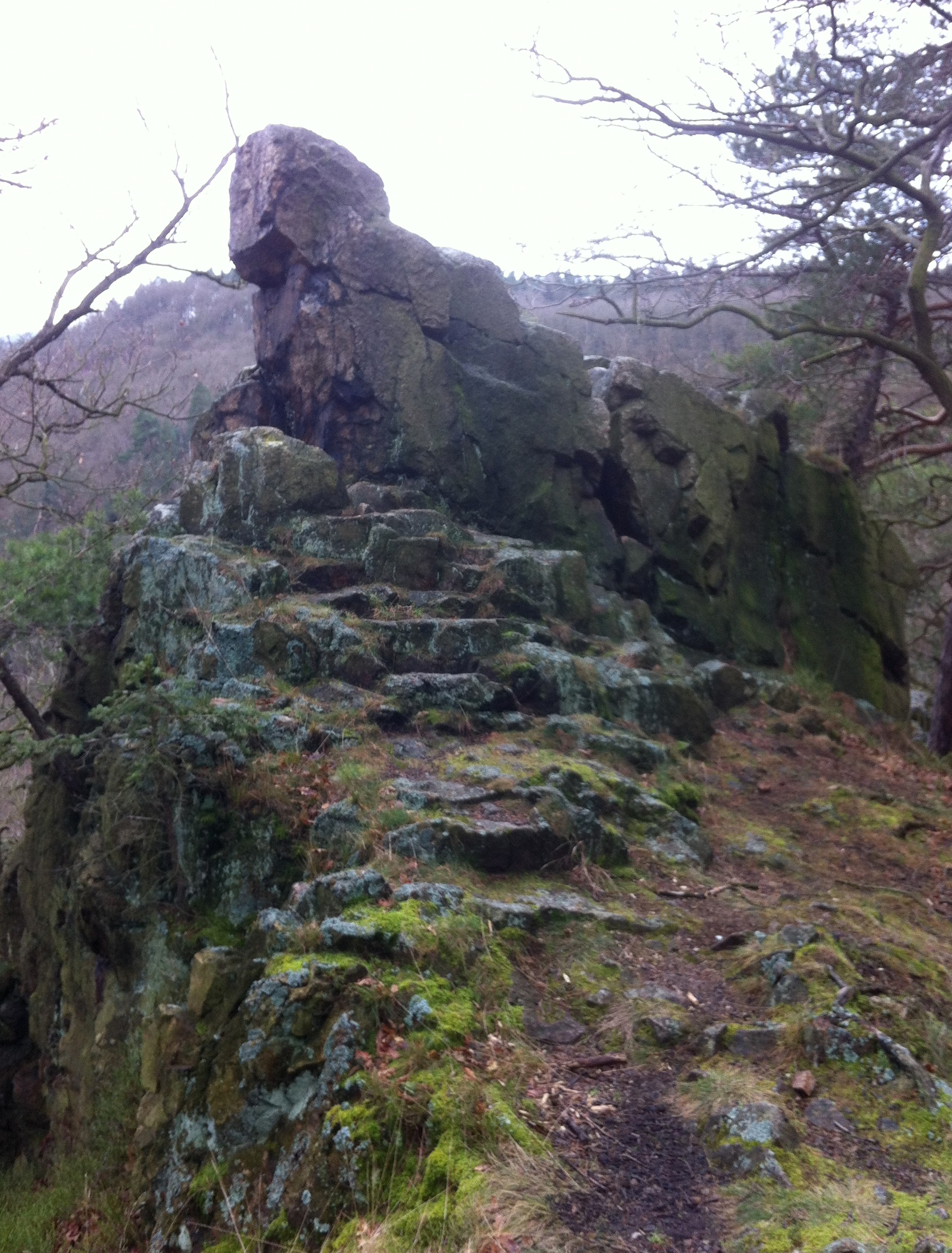
Felsklippe Anhaltinischer Saalstein

Der Anhaltinische Saalstein ist ein Naturschutzgebiet in der Stadt Quedlinburg im Landkreis Harz in Sachsen-Anhalt.
Das Naturschutzgebiet mit dem Kennzeichen NSG 0066 ist 6,44 Hektar groß. Es ist Bestandteil des EU-Vogelschutzgebietes „Nordöstlicher Unterharz“ und vollständig vom Landschaftsschutzgebiet „Harz und Vorländer“ umgeben. Das Gebiet steht seit dem 1. Mai 1961 unter Schutz. Zuständige untere Naturschutzbehörde ist der Landkreis Harz.
Das Naturschutzgebiet liegt südlich des Quedlinburger Ortsteils Bad Suderode am Westhang des zum Kalten Tal abfallenden namensgebenden Bergs im Naturpark Harz/Sachsen-Anhalt. Es stellt einen Felsheide-Kiefernwald mit Bleichem Habichtskraut und Bärentraube an den Steilhängen des Anhaltinischen Saalsteins mit Felsklippen und Blockschutthalden unter Schutz. Als weitere Waldgesellschaften kommen Spitzahorn-Linden-Blockhaldenwald, Eschen-Bergahorn-Schluchtwald, eichenreicher Hainsimsen-Buchenwald und Färberginster-Eichen-Buchenwald mit Tüpfelfarn bzw. Schafschwingel auf den trockenen Oberhängen vor. An den Felsklippen sind Nabelflechten-Gesellschaften zu finden. Das Naturschutzgebiet ist vollständig von Wäldern umgeben.
Die Felsen sind mit Namen Anhaltinischer Salstein als Nr. 186 in das System der Stempelstellen der Harzer Wandernadel einbezogen.